# Reaganomics

Ronald Reagan lors d'un discours télévisé dans le Bureau ovale, présentant son plan législatif sur la réduction des impôts, en juillet 1981.

Les Reaganomics, mot-valise de « Reagan » et « economics », fait référence aux politiques économiques du président des États-Unis Ronald Reagan. Ce programme a été basé sur quatre piliers : la réduction brutale des dépenses publiques (à l’exception des dépenses militaires), la réduction de l’impôt fédéral sur le revenu pour les ménages les plus aisés et de l’impôt sur les plus-values, la réduction de la régulation publique, et une politique anti-inflationniste. 

## Contexte
L'économie des États-Unis entre, au début des années 1970 dans une phase de stagnation économique combinée à une inflation élevée. Cette stagflation grignote le pouvoir d'achat et ne permet pas de réduire le chômage. 
Ronald Reagan est élu sur un programme néolibéral novateur. Il annonce vouloir baisser les dépenses et, en même temps, les impôts. Il promeut une déréglementation des marchés financiers. Certaines de ses propositions sont inspirées par Milton Friedman, qui rejoint le comité économique de l'administration Reagan après avoir participé à la campagne électorale.
Les Reaganomics ne font pas l'unanimité au sein du Parti républicain, notamment au sein de sa tendance modérée. Lors de l'investiture présidentielle de 1980, George H. W. Bush qualifie le programme d'« économie vaudou ». De même en 1976, Gerald Ford avait sévèrement critiqué la proposition de Reagan de revenir sur la partie du budget fédéral allouée aux États.

## Application
Reagan applique les quatre piliers. Il s'agit ainsi d'une politique de l'offre, qui soutient les entreprises plutôt que les ménages.
Les Reaganomics se sont basés sur le principes de l'économie de l'offre, c'est-à-dire que la faiblesse de la croissance américaine au début des années 1980 reposait sur des prélèvements trop élevés, des dépenses excessives et une réglementation excessive de l'économie américaine. Cette conclusion s'appuyait sur diverses considérations microéconomiques, dont l'une des plus connues aura été la courbe de Laffer, cible favorite du chroniqueur Martin Gardner.

## Conséquences

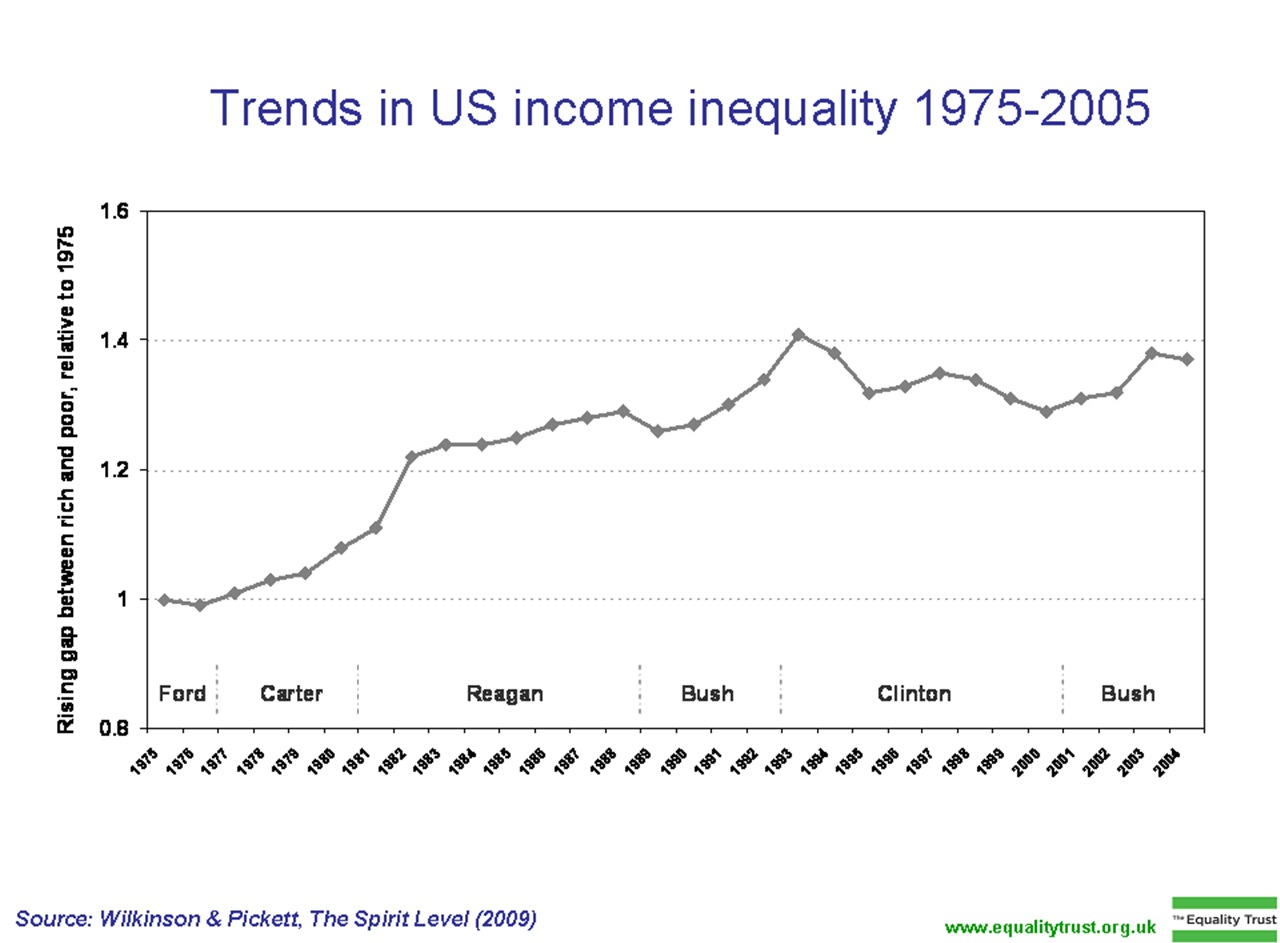
Tendances de l'inégalité des revenus aux États-Unis

Les conséquences de la politique de Reaganomics sont discutées aujourd'hui par les économistes. Son bilan est souvent considéré comme mitigé. 
Sa présidence se caractérise par une croissance dopée par le déficit public : il atteint en moyenne 4,2% du PIB, et la dette publique passe de 988 milliards de dollars (septembre 1980) à 2 602 milliards (septembre 1988).
Bien que le taux de croissance des dépenses publiques soit plus faible, les dépenses continuent d'augmenter. Le rythme de croissance est de 2,5%/an en moyenne, contre 4% sous Jimmy Carter. Le PIB par adulte en âge de travailler augmente de 1,8%, contre 0,8% sous Carter. La croissance est tirée par le haut par une hausse de la productivité dans le secteur tertiaire (+1,4%/an, contre 0% sous Carter).
Les inégalités ont augmenté sous la présidence de Reagan. Ses opposants ont accusé sa politique économique d'être basée sur la théorie du ruissellement, c'est-à-dire à une propagation de l'enrichissement commençant par les plus riches vers les plus pauvres.